# Marty Chávez
Martín Joseph «Marty» Chávez (Albuquerque, 2 de marzo de 1952) es un político, empresario y abogado estadounidense afiliado al Partido Demócrata que se desempeñó como miembro del Senado de Nuevo México de 1987 a 1993 y como alcalde de Albuquerque. Se desempeñó como director ejecutivo de los Gobiernos Locales por la Sostenibilidad y presidente de la Junta Asesora del Centro de Escuelas Verdes del Consejo de la Construcción Ecológica de EE. UU. En 2012, buscó sin éxito la nominación demócrata para el escaño que dejó vacante Martin Heinrich, quien se retiró de la Cámara de Representantes de los Estados Unidos para postularse para el Senado de los Estados Unidos.
Fue asesor principal de Ready for Hillary, un Super PAC no afiliado que apoyaba una candidatura presidencial de Hillary Clinton antes de su anuncio. Fue miembro del comité nacional de finanzas de la campaña presidencial de Hillary Clinton de 2016.

## Primeros años y formación
Nació en 1952 en Albuquerque, Nuevo México en una familia de ascendencia hispana. Chávez asistió a escuelas secundarias tanto católicas como públicas. Después de graduarse de Manzano High School, obtuvo una licenciatura en estudios universitarios de la Universidad de Nuevo México y un Juris doctor del Centro de Derecho de la Universidad de Georgetown.
Fue el director fundador de la Administración de Compensación para Trabajadores de Nuevo México en 1986.

## Carrera política
De 1987 a 1993 se desempeñó en el Senado de Nuevo México, donde ayudó a aprobar la Ley de Compensación para Trabajadores de Nuevo México y a implementar la Ley de Reforma del Registro de Votantes, conocida como «votante motorizado».
Sorprendió al mundo político al derrotar al exgobernador republicano David Cargo en las elecciones municipales de Albuquerque de 1993, 50.4% -49.6%, una diferencia de solo 596 votos.
En 1997, optó por no buscar la reelección para la alcaldía y en su lugar se postuló para gobernador de Nuevo México en las elecciones de 1998. Ganó la primaria demócratas de seis candidatos con el 48% de los votos y ganó la mayoría de los condados del estado. Derrotó a candidatos muy experimentados como el representante estatal Gary K. King, el exgobernador Jerry Apodaca y el auditor estatal Robert Vigil. En las elecciones generales fue derrotado por el gobernador republicano titular Gary Johnson 55% -45%.
En 2005, fue el primer alcalde en ser reelegido por dos mandatos consecutivos desde la creación de la forma de gobierno de alcalde fuerte en 1974.
El 8 de octubre de 2007, anunció su candidatura al escaño en el Senado de los Estados Unidos que estaba siendo desocupada por el senador republicano jubilado Pete Domenici. Los líderes demócratas, incluido el senador Chuck Schumer, presidente del Comité de Campaña Senatorial Demócrata, reclutaron a Tom Udall para la contienda.
En 2009, logró anular el límite de dos mandatos consecutivos de alcalde, que había conseguido convertir en ley, y anunció que buscaría un tercer mandato consecutivo, y un cuarto mandato general, como alcalde. Se postuló contra el representante estatal republicano Richard J. Berry y el senador estatal demócrata Richard Romero en una contienda muy reñida. Romero dividió el voto demócrata y Richard J. Berry derrotó a Chávez 44% a 35%, mientras que Romero terminó en un distante tercer lugar con 21%.
Buscó la nominación demócrata para suceder a Martin Heinrich en la Cámara de Representantes de los EE. UU., pero perdió ante la comisionada del condado de Bernalillo, Michelle Lujan Grisham.